# Zytgloggeturm
Zytgloggeturm es una torre del reloj en Berna, Suiza. Su traducción del alemán suizo (zyt, hora; glogge, campana, y turm, torre) sería "campanario de la hora" o "campanario del reloj". Construida a principios del siglo XIII, ha servido a la ciudad con fines defensivos, prisión y torre de reloj.
A pesar de las numerosas renovaciones a lo largo de sus ocho siglos de existencia, el Zytgloggleturm es uno de los símbolos más reconocibles de Berna y el monumento más antiguo de la ciudad,con su reloj astronómico del siglo XV, un gran atractivo turístico. Como parte de la Ciudad vieja de Berna, está declarado como Patrimonio de la Humanidad por la Unesco.

## Historia

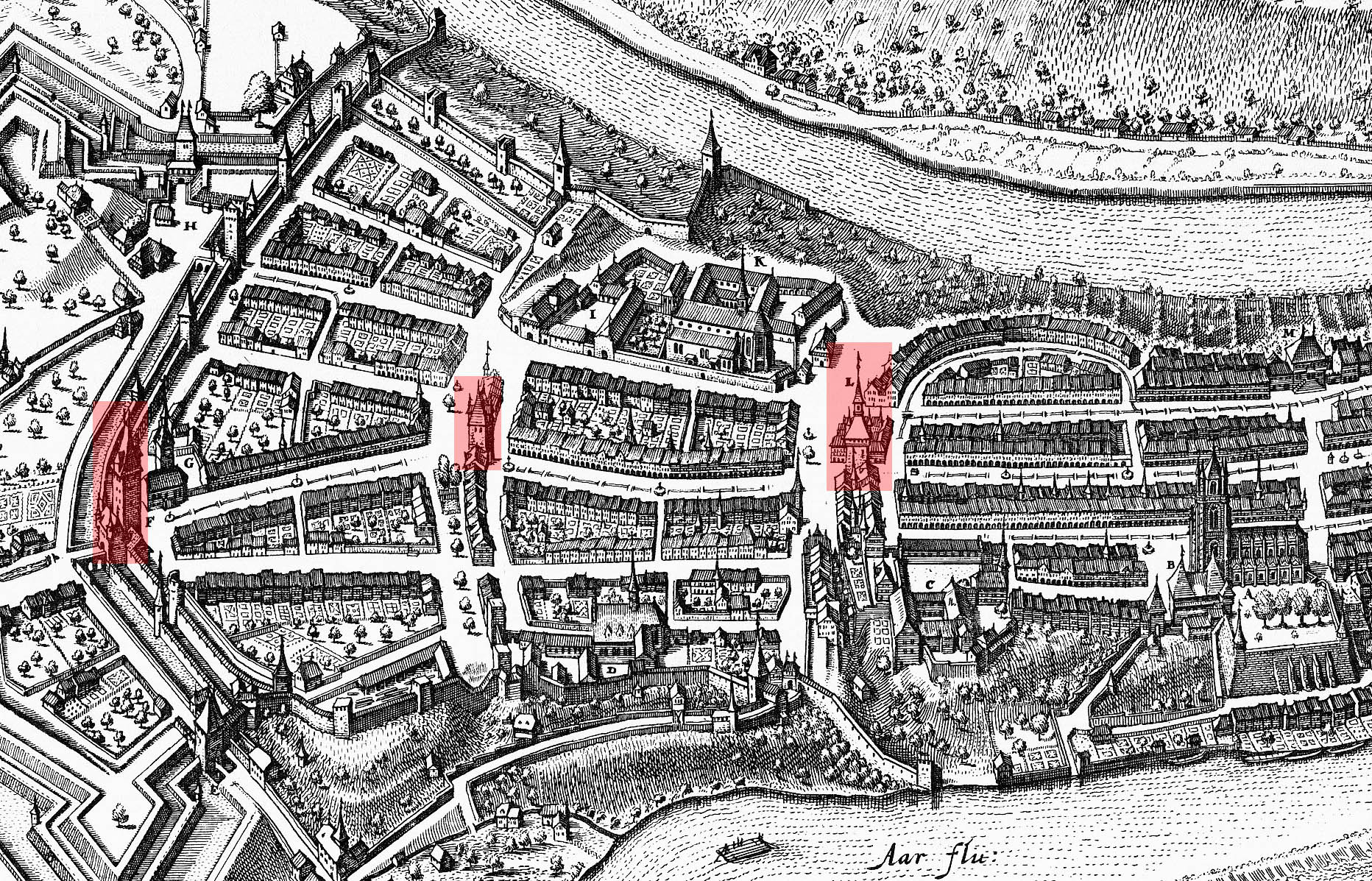
Berna en 1638 con sus tres puertas defensivas, de izquierda a derecha: Christoffelturm, Käfigturm y Zytgloggeturm.

La Zytgloggeturm fue construida en torno a los años 1218-1220 y servía como la torre occidental de entrada a la ciudad de Berna. Estas murallas fueron construidas durante la ampliación de la ciudad cuando se independizó del Sacro Imperio Romano Germánico. En este momento, la torre solo tenía una altura de 16 metros, a los que se le añadieron siete metros más de altura entre los años 1270-1275 para que fuera más alta que las viviendas vecinas, que habían superado su altura debido al rápido crecimiento de la ciudad.

Cuando las fortificaciones de la ciudad se ampliaron de nuevo en 1344-1346, la torre se convirtió en una prisión para mujeres, especialmente aquellas que tenían relaciones sexuales con clérigos.Por esta época también se construyó la primera techumbre inclinada.En el gran incendio de 1405, la torre ardió completamente y sufrió grandes daños que fueron subsanados hasta la última restauración en 1983. La cárcel fue abandonada y se instaló por primera vez un reloj sobre la puerta de entrada a comienzos del siglo XV, incluyendo un reloj astronómico y un mecanismo musical. Este reloj, junto con la gran campana de 1405, le dieron el nombre de Zytgloggeturm.

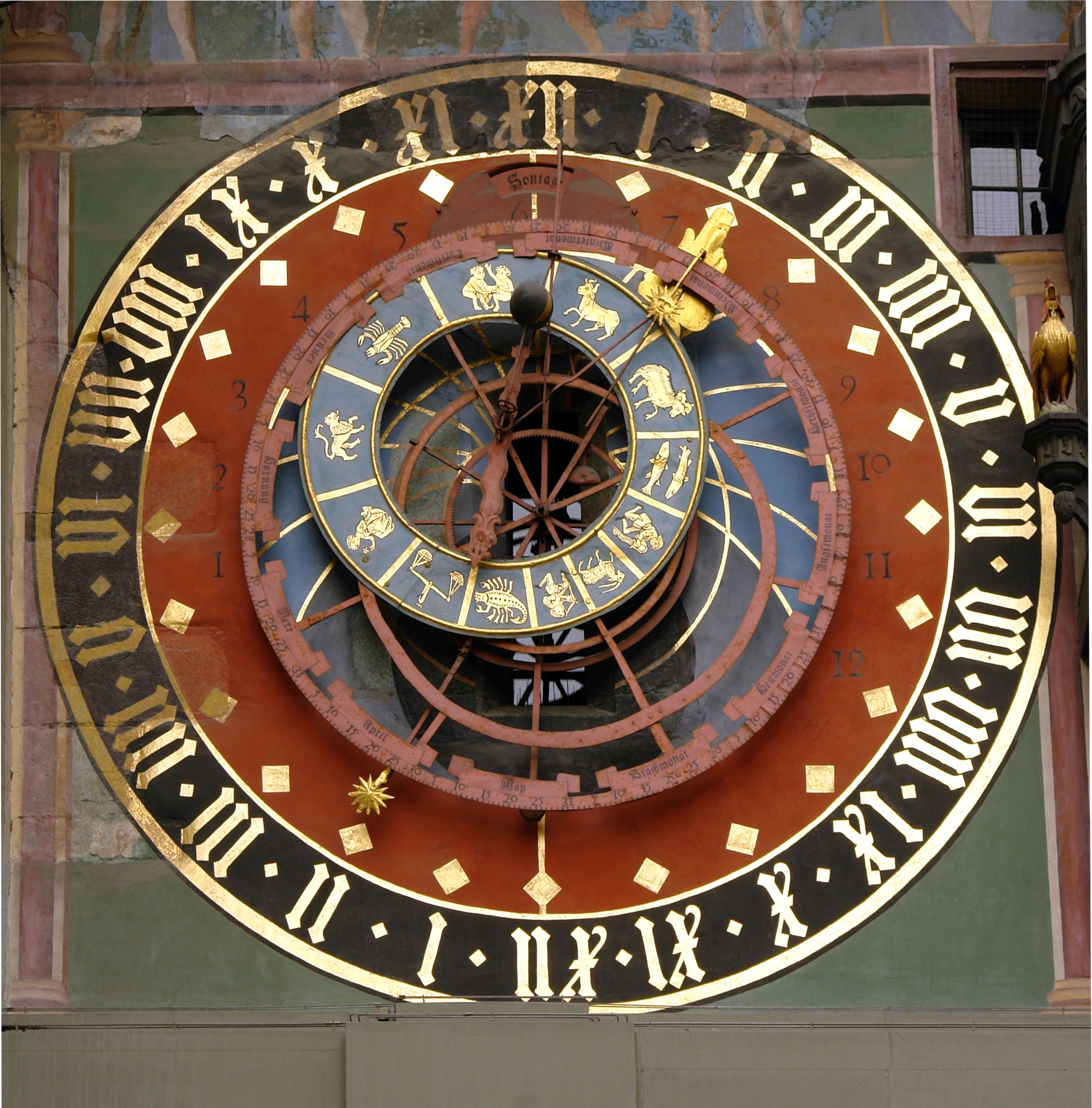
Reloj astronómico.

A finales del siglo XV, esta y otras torres bernesas fueron ampliadas y decoradas debido a la influencia de la moda romántica del ducado de Borgoña. La estructura recibió una nueva linterna, incluyendo el hombrecillo metálico que puede verse actualmente, cuatro torretas decorativas en las esquinas, decoraciones heráldicas y la escalera de la torre.Asimismo, se amplió el reloj astronómico a su apariencia actual. Entre 1527-1530, el mecanismo del reloj fue completamente reconstruido por Kaspar Brunner y se reforzó la puerta de entrada para sujetar la nueva y pesada maquinaria.
Todo el exterior de la torre fue repintando por Gotthard Ringgli y Kaspar Haldenstein entre 1607-1610, quien añadió un gran reloj que ocupa tanto la fachada oriental como occidental de la torre. Las torretas de las esquinas se eliminaron en torno a 1603. En 1770-1771 fue restaurada por Niklaus Hebler y Ludwig Emanuel Zehnder, quienes restauraron la estructura para adecuarla al gusto del barroco tardío. Ambas fachadas fueron repintadas en estilo rococó por Rudolf von Steiger en 1890.

## Diseño
A su lado este se encuentra un reloj con osos como emblema de la ciudad. Sobre él se dispone un caballero en armadura completa. El reloj se pone en movimiento 4 minutos antes de la hora completa.
También hay un reloj astronómico que data del siglo XVI. El indicador muestra la posición del Sol opuesto al planisferio pintado por el que se aprecia la salida del Sol en el Este en el lado izquierdo, el Sol en el nivel más alto se represente en el Sur, y en la derecha, la puesta del Sol en el Oeste. La esfera (con una mitad dorada y negra) indica la fase lunar actual. Las condiciones actuales de la Luna también se pueden leer debido a la posición relativa del indicador solar. En el círculo exterior móvil se indica el signo zodiacal actual.